# Summer (Calvin Harris)
Summer is een nummer van Calvin Harris uit 2014. Het is na "Feel So Close" de tweede single waarop Harris zelf als zanger te horen is. Het nummer kwam op 14 maart 2014 uit en werd dezelfde dag uitgeroepen als Dancesmash op Radio 538. In de Nederlandse Top 40 werd dit zijn eerste nummer 1-hit. In 2014 stond het nummer op de hoogste positie in de Dance 15 van The X Vibe, een jaarlijkse hitlijst met de populairste dancenummers van het jaar.

## Tracklijst
| Nr. | Titel  | Duur |
| --- | ------ | ---- |
| 1.  | Summer | 3:44 |

| Nr. | Titel                 | Duur |
| --- | --------------------- | ---- |
| 1.  | Summer                | 3:44 |
| 2.  | Summer (extended mix) | 4:56 |

| Nr. | Titel                               | Duur |
| --- | ----------------------------------- | ---- |
| 1.  | Summer (extended mix)               | 4:56 |
| 2.  | Summer (Diplo en Grandtheft remix)  | 4:27 |
| 3.  | Summer (R3hab en Ummet Ozcan remix) | 4:40 |
| 4.  | Summer (Twoloud remix)              | 5:22 |

## Hitnoteringen

### Nederlandse Top 40
| Hitnotering: 05-04-2014 t/m 18-10-2014 | Hitnotering: 05-04-2014 t/m 18-10-2014 | Hitnotering: 05-04-2014 t/m 18-10-2014 | Hitnotering: 05-04-2014 t/m 18-10-2014 | Hitnotering: 05-04-2014 t/m 18-10-2014 | Hitnotering: 05-04-2014 t/m 18-10-2014 | Hitnotering: 05-04-2014 t/m 18-10-2014 | Hitnotering: 05-04-2014 t/m 18-10-2014 | Hitnotering: 05-04-2014 t/m 18-10-2014 | Hitnotering: 05-04-2014 t/m 18-10-2014 | Hitnotering: 05-04-2014 t/m 18-10-2014 | Hitnotering: 05-04-2014 t/m 18-10-2014 | Hitnotering: 05-04-2014 t/m 18-10-2014 | Hitnotering: 05-04-2014 t/m 18-10-2014 | Hitnotering: 05-04-2014 t/m 18-10-2014 | Hitnotering: 05-04-2014 t/m 18-10-2014 |
| Week:                                  | 1                                      | 2                                      | 3                                      | 4                                      | 5                                      | 6                                      | 7                                      | 8                                      | 9                                      | 10                                     | 11                                     | 12                                     | 13                                     | 14                                     | 15                                     |
| -------------------------------------- | -------------------------------------- | -------------------------------------- | -------------------------------------- | -------------------------------------- | -------------------------------------- | -------------------------------------- | -------------------------------------- | -------------------------------------- | -------------------------------------- | -------------------------------------- | -------------------------------------- | -------------------------------------- | -------------------------------------- | -------------------------------------- | -------------------------------------- |
| Positie:                               | 26                                     | 16                                     | 10                                     | 7                                      | 3                                      | 2                                      | 2                                      | 1                                      | 1                                      | 2                                      | 2                                      | 2                                      | 3                                      | 3                                      | 4                                      |
| Week:                                  | 16                                     | 17                                     | 18                                     | 19                                     | 20                                     | 21                                     | 22                                     | 23                                     | 24                                     | 25                                     | 26                                     | 27                                     | 28                                     | 29                                     |                                        |
| Positie:                               | 5                                      | 6                                      | 7                                      | 8                                      | 8                                      | 10                                     | 11                                     | 15                                     | 17                                     | 20                                     | 23                                     | 27                                     | 33                                     | 40                                     | uit                                    |

### NederlandseSingle Top 100
| Hitnotering: (Week 1 t/m 40) 22-03-2014 t/m 20-12-2014 Hitnotering: (Week 41 t/m 45) 03-01-2015 t/m 31-01-2015 | Hitnotering: (Week 1 t/m 40) 22-03-2014 t/m 20-12-2014 Hitnotering: (Week 41 t/m 45) 03-01-2015 t/m 31-01-2015 | Hitnotering: (Week 1 t/m 40) 22-03-2014 t/m 20-12-2014 Hitnotering: (Week 41 t/m 45) 03-01-2015 t/m 31-01-2015 | Hitnotering: (Week 1 t/m 40) 22-03-2014 t/m 20-12-2014 Hitnotering: (Week 41 t/m 45) 03-01-2015 t/m 31-01-2015 | Hitnotering: (Week 1 t/m 40) 22-03-2014 t/m 20-12-2014 Hitnotering: (Week 41 t/m 45) 03-01-2015 t/m 31-01-2015 | Hitnotering: (Week 1 t/m 40) 22-03-2014 t/m 20-12-2014 Hitnotering: (Week 41 t/m 45) 03-01-2015 t/m 31-01-2015 | Hitnotering: (Week 1 t/m 40) 22-03-2014 t/m 20-12-2014 Hitnotering: (Week 41 t/m 45) 03-01-2015 t/m 31-01-2015 | Hitnotering: (Week 1 t/m 40) 22-03-2014 t/m 20-12-2014 Hitnotering: (Week 41 t/m 45) 03-01-2015 t/m 31-01-2015 | Hitnotering: (Week 1 t/m 40) 22-03-2014 t/m 20-12-2014 Hitnotering: (Week 41 t/m 45) 03-01-2015 t/m 31-01-2015 | Hitnotering: (Week 1 t/m 40) 22-03-2014 t/m 20-12-2014 Hitnotering: (Week 41 t/m 45) 03-01-2015 t/m 31-01-2015 | Hitnotering: (Week 1 t/m 40) 22-03-2014 t/m 20-12-2014 Hitnotering: (Week 41 t/m 45) 03-01-2015 t/m 31-01-2015 | Hitnotering: (Week 1 t/m 40) 22-03-2014 t/m 20-12-2014 Hitnotering: (Week 41 t/m 45) 03-01-2015 t/m 31-01-2015 | Hitnotering: (Week 1 t/m 40) 22-03-2014 t/m 20-12-2014 Hitnotering: (Week 41 t/m 45) 03-01-2015 t/m 31-01-2015 | Hitnotering: (Week 1 t/m 40) 22-03-2014 t/m 20-12-2014 Hitnotering: (Week 41 t/m 45) 03-01-2015 t/m 31-01-2015 | Hitnotering: (Week 1 t/m 40) 22-03-2014 t/m 20-12-2014 Hitnotering: (Week 41 t/m 45) 03-01-2015 t/m 31-01-2015 | Hitnotering: (Week 1 t/m 40) 22-03-2014 t/m 20-12-2014 Hitnotering: (Week 41 t/m 45) 03-01-2015 t/m 31-01-2015 | Hitnotering: (Week 1 t/m 40) 22-03-2014 t/m 20-12-2014 Hitnotering: (Week 41 t/m 45) 03-01-2015 t/m 31-01-2015 | Hitnotering: (Week 1 t/m 40) 22-03-2014 t/m 20-12-2014 Hitnotering: (Week 41 t/m 45) 03-01-2015 t/m 31-01-2015 | Hitnotering: (Week 1 t/m 40) 22-03-2014 t/m 20-12-2014 Hitnotering: (Week 41 t/m 45) 03-01-2015 t/m 31-01-2015 | Hitnotering: (Week 1 t/m 40) 22-03-2014 t/m 20-12-2014 Hitnotering: (Week 41 t/m 45) 03-01-2015 t/m 31-01-2015 | Hitnotering: (Week 1 t/m 40) 22-03-2014 t/m 20-12-2014 Hitnotering: (Week 41 t/m 45) 03-01-2015 t/m 31-01-2015 |
| Week: | 1 | 2 | 3 | 4 | 5 | 6 | 7 | 8 | 9 | 10 | 11 | 12 | 13 | 14 | 15 | 16 | 17 | 18 | 19 | 20 |
| --- | --- | --- | --- | --- | --- | --- | --- | --- | --- | --- | --- | --- | --- | --- | --- | --- | --- | --- | --- | --- |
| Positie: | 61 | 43 | 32 | 14 | 10 | 11 | 6 | 7 | 8 | 5 | 7 | 6 | 3 | 7 | 6 | 8 | 7 | 5 | 5 | 6 |
| Week: | 21 | 22 | 23 | 24 | 25 | 26 | 27 | 28 | 29 | 30 | 31 | 32 | 33 | 34 | 35 | 36 | 37 | 38 | 39 | 40 |
| Positie: | 8 | 10 | 12 | 16 | 14 | 17 | 23 | 28 | 32 | 37 | 37 | 41 | 46 | 49 | 59 | 76 | 75 | 81 | 81 | 93 |
| Week: | | 41 | 42 | 43 | 44 | 45 | | | | | | | | | | | | | | |
| Positie: | uit | 61 | 70 | 89 | 85 | 96 | uit | | | | | | | | | | | | | |

### 3FM Mega Top 50
| Positie: | 45 | 39 | 28 | 18 | 11 | 5  | 4  | 2  | 3  | 3  | 3  | 4  | 4  | 4  | 4  | 5   |
| Week:    | 17 | 18 | 19 | 20 | 21 | 22 | 23 | 24 | 25 | 26 | 27 | 28 | 29 | 30 | 31 |     |
| Positie: | 6  | 5  | 5  | 6  | 7  | 8  | 9  | 9  | 15 | 17 | 22 | 23 | 35 | 37 | 41 | uit |

### NPO Radio 2 Top 2000
Summer stond alleen in 2015 in de NPO Radio 2 Top 2000, op plek 1712.

## Releasedata
| Land                | Releasedatum  | Formaat               | Label                             |
| ------------------- | ------------- | --------------------- | --------------------------------- |
| Australië           | 14 maart 2014 | muziekdownload        | Sony Music                        |
| Nieuw-Zeeland       | 14 maart 2014 | muziekdownload        | Sony Music                        |
| Verenigde Staten    | 18 maart 2014 | muziekdownload        | Columbia                          |
| Verenigd Koninkrijk | 24 maart 2014 | radio                 | Deconstruction, Fly Eye, Columbia |
| Verenigde Staten    | 25 maart 2014 | radio                 | Columbia                          |
| Duitsland           | 25 april 2014 | muziekdownload        | Sony Music                        |
| Ierland             | 25 april 2014 | muziekdownload        | Deconstruction, Fly Eye, Columbia |
| Verenigd Koninkrijk | 27 april 2014 | muziekdownload        | Deconstruction, Fly Eye, Columbia |
| Duitsland           | 9 mei 2014    | muziekdownload        | Sony Music                        |
| Australië           | 20 juni 2014  | download-ep - remixes | Sony Music                        |
| Frankrijk           | 20 juni 2014  | download-ep - remixes | Sony Music                        |
| Duitsland           | 20 juni 2014  | download-ep - remixes | Sony Music                        |
| Ierland             | 20 juni 2014  | download-ep - remixes | Deconstruction, Fly Eye, Columbia |
| Verenigd Koninkrijk | 20 juni 2014  | download-ep - remixes | Deconstruction, Fly Eye, Columbia |
| Verenigde Staten    | 20 juni 2014  | download-ep - remixes | Columbia                          |